# Герцог де Шатийон
Герцог де Шатийон (фр. duc de Châtillon) — французский дворянский титул.

## Первая креация

Герб дома Колиньи

Гаспар III де Колиньи, сеньор де Шатийон, маршал Франции, добился возведения патентом Людовика XIV от 18 августа 1643 земель и сеньорий Шатийон-сюр-Луан, Айян, Фен, соединенных с землями и сеньориями Сольтер, Монкрессон, Морман и Сен-Морис-сюр-Аверон, в ранг герцогства-пэрии под именем Колиньи.
Его сын Гаспар IV де Колиньи получил 23 февраля 1646 новый патент, подтверждавший предыдущий, но уже под именем герцогства Шатийон. Грамота об утверждении пожалования была направлена в Парламент в ноябре 1648, но из-за событий Фронды так и не была зарегистрирована. Со смертью малолетнего сына Гаспара IV титул перестал существовать.
Герцоги де Колиньи и Шатийон:
- 1643—1646 — Гаспар III де Колиньи
- 1646—1649 — Гаспар IV де Колиньи, сын предыдущего
- 1649—1657 — Анри-Гаспар де Колиньи, сын предыдущего

## Вторая креация

Герб Монморанси-Шатийонов

Владение Шатийон-сюр-Луан было унаследовано вдовой Гаспара IV де Колиньи Элизабет-Анжеликой де Монморанси, а после ее смерти 24 июля 1695 перешло к Полю-Сижисмону де Монморанси.
Жалованной грамотой, данной в Версале в феврале 1696 и зарегистрированной 3 марта, сеньория Шатийон, соединенная с несколькими фьефами, была возведена в ранг герцогства для Поля-Сижисмона и его мужского потомства в прямой линии. В 1736 году, в связи с возведением сеньории Молеон в ранг герцогства-пэрии Шатийон, Монморанси было позволено поменять название герцогства с Шатийон на Бутвиль. Эта линия пресеклась со смертью Шарля-Эмманюэля-Сижисмона де Монморанси
Герцоги де Шатийон:
- 1696—1713 — Поль-Сижисмон де Монморанси-Люксембург
- 1713—1785 — Шарль-Поль-Сижисмон де Монморанси-Люксембург
- 1785—1803 — Анн-Шарль-Сижисмон де Монморанси-Люксембург
- 1803—1861 — Шарль-Эмманюэль-Сижисмон де Монморанси-Люксембург

## Третья креация

Герб Шатийонов

Жалованной грамотой, данной в апреле 1736 и зарегистрированной Парламентом 26 апреля, сеньория Молеон в Пуату была возведена в ранг герцогства-пэрии под названием Шатийон для графа Алексиса-Мадлен-Розали де Шатийона. Титул был упразднен в 1762 году после смерти его сына, не оставившего мужского потомства 
Герцоги:
- 1736—1754 — Алексис-Мадлен-Розали де Шатийон
- 1754—1762 — Луи-Гоше де Шатийон